# Jovan Sterija Popović
Jovan Sterija Popović (Vršac, 13. siječnja 1806. – Vršac, 10. ožujka 1856.), srpski komediograf. Smatra se osnivačem srpske drame. Po ocu Steriji cincarskog je podrijetla.

## Izvod iz bibliografije
- Laža i paralaža
- Tvrdica
- Pokondirena tikva
- Kir Janja
- Rodoljupci